# Vari (Film)
Vari (internationaler englischsprachiger Titel Shadow) ist ein historischer Thriller von Jaak Kilmi. In der estnischen Produktion schlüpft Pääru Oja in die Rolle des an Schizophrenie leidenden Dichters Juhan Liiv, der aus einer Nervenheilanstalt flieht, in sein Heimatdorf zurückkehrt und dort versucht, eine mysteriöse Mordgeschichte aufzuklären. Das Drehbuch und die fiktive Geschichte schrieb der Schriftsteller Indrek Hargla. Der Film kam Mitte Oktober 2024 in die estnischen Kinos und feierte im November 2024 beim Tallinn Black Nights Film Festival seine internationale Premiere, wo er im Hauptwettbewerb gezeigt wurde.

## Handlung

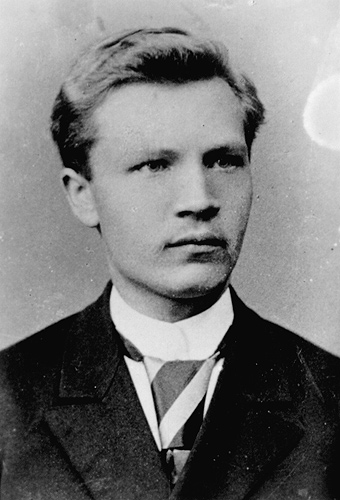
Der estnische Schriftsteller und Lyriker Juhan Liiv

Estland in den 1890er Jahren. Das Land ist vom Russischen Reich besetzt. Der Dichter Juhan Liiv wurde in einer Nervenheilanstalt in Tartu untergebracht. Als es ihm gelingt, von dort zu fliehen, kehrt er zu seinen Eltern in das Dorf Alatskivi zurück, um wieder gesund zu werden.
Hier erfährt Juhan von einem Mord. Madjus, ein Bauer, wurde getötet, nachdem er offenbar ein großes Vermögen gefunden hatte, das nun verschwunden ist. Juhan kann nicht akzeptieren, dass ein vielleicht unschuldiger Mann wegen Mordes an dem Bauern verhaftet wurde und beschließt, auf eigene Faust Ermittlungen anzustellen.

## Biografisches
Juhan Liiv war ein estnischer Dichter und Schriftsteller und ist der jüngere Bruder des Lyrikers Jakob Liiv. Die Erzählung Vari (auf Deutsch Der Schatten) verschaffte ihm erste literarische Erfolge. Die darin erzählte Geschichte spielt in der Landgemeinde Tartu nahe bei der Staatsgrenze mit Russland.

## Produktion

### Regie und Drehbuch
Regie führte Jaak Kilmi. Es handelt sich um seinen 18. Langfilm. Sein Film Revolution der Schweine, bei dem er gemeinsam mit René Reinumägi Regie führte, wurde 2005 von Estland bei der Oscarverleihung als bester fremdsprachiger Film eingereicht.
Das Drehbuch schrieb der estnische Schriftsteller Indrek Hargla. Seine „Apotheker-Melchior-Reihe“ wurde 2015 mit dem Finnischen Krimipreis in der Kategorie „International“ ausgezeichnet. Kilmi arbeitete mit Hargla bereits für die Fernsehserie Kuum jälg zusammen. Der Titel des Films wurde von Juhan Liivs Buch Vari übernommen, die Handlung ist jedoch fiktiv.

### Besetzung und Dreharbeiten
Päaru Oja, unter anderem bekannt aus der Fernsehserie Vikings: Valhalla, spielt Juhan Liiv. Meelis Rämmeld ist in der Rolle des ermordeten Bauern Madjus zu sehen. In weiteren Rollen sind Kersti Heinloo, Rain Simmul, Karol Kuntsel, Alice Siil, Peeter Tammearu, Lena Barbara Luhse, Riho Kütsar, Ago Anderson, Andres Mähar, Tarmo Tagamets und Indrek Sammul zu sehen.
Die Dreharbeiten fanden zwischen 15. September und 13. Oktober 2023 an 20 Tagen im estnischen Landkreis Tartu statt. Als Kameramann fungierte Mihkel Soe. Er war zuvor unter anderem für die Historienfilme Apteeker Melchior und Apteeker Melchior. Timuka tütar von Elmo Nüganen tätig, nach Büchern von Hargla, für die dieser auch an den Drehbüchern schrieb.

### Filmmusik und Veröffentlichung
Die Filmmusik komponierte Ardo Ran Varres. Er ist auch als Schauspieler tätig und arbeitete als Komponist häufig mit Raimo Jõerand zusammen.
Der Film kam am 18. Oktober 2024 in die estnischen Kinos. Die internationale Premiere fand einen Monat später im November 2024 beim Tallinn Black Nights Film Festival statt, wo er im Hauptwettbewerb gezeigt wurde.

## Auszeichnungen
Internationale Hofer Filmtage 2025
- Auszeichnung als Bester Estonian Genre Film (Jaak Kilmi)[8]

Tallinn Black Nights Film Festival 2024
- Nominierung im Hauptwettbewerb[7]